# 샘 러바인
샘 러빈(Samm Revine, 영어 발음: /ləˈviːn/, 1982년 3월 12일 ~ )은 미국의 배우이다. 일리노이주 시카고에서 태어났으며, 뉴욕 프라이어스 클럽의 최연소 회원이다.

## 출연 작품

### 영화
- 미스터리 투어(Club Dread, 2004년)
- 펄스(Pulse, 2006년)
- 잉글로리어스 바스터스(Inglourious Basterds, 2009년)

### 텔레비전 드라마
- 프릭스 학원(Freaks and Geeks, 1999년 ~ 2002년)